# Paolo Virzì
Paolo Virzì (ur. 4 marca 1964 w Livorno) – włoski reżyser, scenarzysta i producent filmowy.

## Życiorys
Urodził się w toskańskim Livorno jako syn sycylijskiego karabiniera i byłej piosenkarki. Wczesne lata dzieciństwa spędził w Turynie na północy Włoch. Po ponownej przeprowadzce jego rodziców do Livorno dorastał w dzielnicy robotniczej Sorgenti.
Studiował literaturę i filozofię na Uniwersytecie w Pizie. Następnie przeniósł się do Rzymu, by studiować scenopisarstwo na prestiżowej uczelni filmowej Centro sperimentale di cinematografia. Jego wykładowcami byli tam reżyser Gianni Amelio oraz legendarny scenarzysta Furio Scarpelli, który wkrótce został nie tylko mentorem, ale i współpracownikiem Virzìego.
Zadebiutował filmem La bella vita (1994), zaprezentowanym na 51. MFF w Wenecji. Reżysera chwalono za umiejętność prowadzenia aktorów i łączenia tonów komediowych z dramatycznymi. Jeden z kolejnych wczesnych filmów, Ból dorastania (1997), którego współscenarzystą był Scarpelli, zdobył Grand Prix Jury na 54. MFF w Wenecji.
Był jak dotychczas dwukrotnie nominowany do Europejskiej Nagrody Filmowej dla najlepszego reżysera za filmy Coś pięknego (2010) i Kapitał ludzki (2013). Dwa obrazy Virzìego otrzymały także nagrodę David di Donatello dla najlepszego włoskiego filmu roku: ponownie Kapitał ludzki i Zwariować ze szczęścia (2016).
Zasiadał w jury konkursu głównego na 76. MFF w Wenecji (2019).

## Życie prywatne
Jego pierwszą żoną była poznana na studiach aktorka Paola Tiziana Cruciani, z którą ma córkę Ottavię (ur. 1989). Po rozwodzie z nią, 17 stycznia 2009 reżyser poślubił aktorkę Micaelę Ramazzotti, gwiazdę swoich filmów. Ma z nią dwoje dzieci: syna Jacopo (ur. 1 marca 2010) i córkę Annę (ur. 15 kwietnia 2013).

## Filmografia
- 1994: La bella vita
- 1996: Ferie d’agosto
- 1997: Ból dorastania (Ovosodo)
- 1999: Baci e abbracci
- 2002: My Name is Tanino
- 2003: Caterina w wielkim mieście (Caterina va in città)
- 2006: Napoleon i ja (N (Io e Napoleone))
- 2008: Całe życie przed sobą (Tutta la vita davanti)
- 2010: Coś pięknego (La prima cosa bella)
- 2012: Tutti i santi giorni
- 2013: Kapitał ludzki (Il capitale umano)
- 2016: Zwariować ze szczęścia (La pazza gioia)
- 2017: Ella i John (The Leisure Seeker)
- 2018: Magiczne noce (Notti magiche)[7][8]
- 2022: Susza (Siccità)
- 2024: Un altro Ferragosto